# Tel Aviv Open 2022
Il Tel Aviv Open 2022 è stato un torneo di tennis giocato sul cemento indoor nella categoria ATP Tour 250 nell'ambito dell'ATP Tour 2022. È stata la 1ª edizione del torneo dal 1996. Si è giocato all'Expo Tel Aviv di Tel Aviv in Israele, dal 26 settembre al 2 ottobre 2022.
Il torneo è stato assegnato dall'ATP con una licenza valida per un solo anno per sopperire alle cancellazioni di alcuni tornei del circuito maggiore dovute alla pandemia di COVID-19.

## Partecipanti

### Teste di serie
| Nazionalità | Giocatore               | Ranking* | Testa di serie |
| ----------- | ----------------------- | -------- | -------------- |
| Serbia      | Novak Đoković           | 7        | 1              |
| Croazia     | Marin Čilić             | 16       | 2              |
| Argentina   | Diego Schwartzman       | 17       | 3              |
| Stati Uniti | Maxime Cressy           | 34       | 4              |
| Paesi Bassi | Botic van de Zandschulp | 35       | 5              |
|             | Aslan Karacev           | 39       | 6              |
| Francia     | Adrian Mannarino        | 47       | 7              |
| Paesi Bassi | Tallon Griekspoor       | 48       | 8              |

* Ranking al 19 settembre 2022.

### Altri partecipanti
I seguenti giocatori hanno ricevuto una wildcard per il tabellone principale:
- Hamad Međedović
- Yshai Oliel
- Dominic Thiem

I seguenti giocatori sono passati dalle qualificazioni:

- Liam Broady
- Marius Copil
- Edan Leshem
- Cem İlkel

Il seguente giocatore è entrato in tabellone come lucky loser:
- Vasek Pospisil

### Ritiri
Prima del torneo
- Benjamin Bonzi → sostituito da  Hugo Grenier
- Karen Chačanov → sostituito da  Jeffrey John Wolf
- Alex Molčan → sostituito da  Tomás Martín Etcheverry
- Tommy Paul → sostituito da  Constant Lestienne
- Albert Ramos Viñolas → sostituito da  Vasek Pospisil

## Partecipanti al doppio

### Teste di serie
| Nazione  | Giocatore         | Nazione     | Giovatore        | Ranking* | Testa di serie |
| -------- | ----------------- | ----------- | ---------------- | -------- | -------------- |
| India    | Rohan Bopanna     | Paesi Bassi | Matwé Middelkoop | 45       | 1              |
| Germania | Kevin Krawietz    | Germania    | Andreas Mies     | 60       | 2              |
| Messico  | Santiago González | Argentina   | Andrés Molteni   | 68       | 3              |
| Uruguay  | Ariel Behar       | Argentina   | Máximo González  | 93       | 4              |

* Ranking al 19 settembre 2022.

### Altri partecipanti
Le seguenti coppie di giocatori hanno ricevuto una wildcard per il tabellone principale:
- Daniel Cukierman /  Edan Leshem
- Hamad Međedović /  Yshai Oliel

La seguente coppia di giocatori è entrata in tabellone come alternate:
- Marco Bortolotti /  Sergio Martos Gornés

### Ritiri
Prima del torneo
- Benjamin Bonzi /  Arthur Rinderknech → sostituiti da  Marco Bortolotti /  Sergio Martos Gornés
- Tomás Martín Etcheverry /  Albert Ramos Viñolas → sostituiti da  Novak Đoković /  Jonathan Erlich

## Campioni

### Singolare
Novak Đoković ha sconfitto in finale  Marin Čilić con il punteggio di 6-3, 6-4.
- È l'ottantanovesimo titolo in carriera per Đoković, il terzo in stagione.

### Doppio
Rohan Bopanna /  Matwé Middelkoop hanno sconfitto in finale  Santiago González /  Andrés Molteni con il punteggio di 6-2, 6-4.